# Олеїнова кислота
Олеї́нова кислота́ ― це жирна кислота з хімічною формулою C17H33COOH, яка в природі міститься в різних тваринних і рослинних жирах і оліях. Це безбарвна рідина без запаху, хоча комерційні зразки можуть бути жовтуватими. 
З хімічної точки зору, олеїнова кислота класифікується як омега-9 мононенасичені жирні кислоти, з ліпідним числом 18:1 цис-9, і основний продукт Δ9-десатурази. Вона має структурну формулу CH3−(CH2)7−CH=CH−(CH2)7−COOH. Назва походить від латинського слова oleum, що означає олія. Це найпоширеніша жирна кислота в природі. Солі та складні ефіри олеїнової кислоти називаються олеатами. Вона входить до складу багатьох олій і тому використовується в багатьох штучних продуктах харчування, а також для мила.